# Атлант розправив плечі: частина 1
«Атлант розправив плечі» (англ. Atlas Shrugged: Part I;  2011) — кіноадаптація відомого однойменного роману Айн Ренд (опубл. 1957). Прем'єра пройшла 15 квітня 2011 року в США.

## Зміст
«Атлант розправив плечі» розповідає про прихід соціалістів до влади у всьому світі. Починаються гоніння на великий бізнес, вільний ринок поступається позиціями плановій економіці, Америка поступово занурюється в хаос і темряву. Головні герої — власниця залізничної компанії Деґні Таґерт і глава металургійних заводів Генк Реарден намагаються протистояти новому устрою.

## Ролі
- Тейлор Шиллінг — Дагні Таггарт
- Грант Боулер — Хенк Ріарден
- Меттью Мерсден — Джеймс Таггарт, брат Дагни
- Грем Беккел — Елліс Вайатт
- Еді Гатегі — Едді Віллерс
- Джейсу Гарсія — Франсіско Домінго Карлос Андрес Себастьян д'Анкона
- Майкл Лернер — Веслі Моуче
- Джек Міло — Річард МакНамара
- Ребекка Високі — Ліліан Ріарден, дружина Хенка
- Нілл Беррі — Філліп Ріарден, брат Хенка
- Патрік Фішлер — Пол Ларкін
- Джон Політо — Оррен Бойл
- Майкл О'Кіф — Х'ю Акстон
- Джеффрі Пірсон — Мідас Малліген
- Навід Негабан — Др. Роберт Штадлер
- Пол Йоханссон — Джон Голт (як силует)
- Джун Сквібб — місіс Гастінгс
- Крістіна Піклз — Рірден

## Знімальна група
- Режисер — Пол Йоханссон
- Сценарист — Джон Агліалоро, Брайан Патрік О'Тул, Айн Ренд
- Продюсер — Джон Агліалоро, Хермон Каслоу
- Композитор — Еліа Кмірал